# Giulia Chiteria Caracciolo
Giulia Chiteria Caracciolo (Venezia, 22 maggio 1705 – Madrid, 18 dicembre 1756) è stata una nobile spagnola.

## Biografia
Era figlia di Carmine Nicolao Caracciolo, viceré spagnolo del Perù.

## Discendenza
Sposò nel 1722 Francesco Gonzaga, I Duca di Solferino e principe di Castiglione, dal quale ebbe numerosi figli, tra questi:
- Maria Luigia (1726-1773), II duchessa di Solferino, sposò Joachim Atanasio Pignatelli Aragona Cortez (1724-1776)[1][2];
- Maria Francesca (1731-1757), sposò Pedro de Alcántara Fernández de Córdoba y Moncada, XII duca di Medinaceli;[3]
- Maria Antonia Dorotea (1735-1801), sposò Antonio Álvarez de Toledo Osorio, marchese di Villafranca del Bierzo;
- Filippo Luigi (1738-1740);
- Filippo Luigi (1740-m. 3 dicembre 1762), sposò Maria de la Cerda di Medina Coeli; il figlio, Giuseppe Luigi (n. 19 marzo 1761 - m. 10 giugno 1818), dal suo secondo matrimonio con Giulia Eufrosina Esterhazy, ebbe Alessandro Andrea, che rivendicò la successione sul Ducato di Mantova e del Monferrato e su tutti gli altri feudi gonzagheschi.

## Ascendenza
|                                                       |                                  |                                               | Genitori                                                |  |  | Nonni |  |  | Bisnonni                                        |  |  | Trisnonni                                       |  |
|                                                       |                                  |                                               |                                                         |  |  |       |  |  | Ferrante Caracciolo, III principe di Santobuono |  |  | Marino IV Caracciolo, II principe di Santobuono |  |
|                                                       |                                  |                                               |                                                         |  |  |       |  |  | Ferrante Caracciolo, III principe di Santobuono |  |  | Marino IV Caracciolo, II principe di Santobuono |  |
|                                                       |                                  | Isabella Caracciolo, III duchessa di Feroleto |                                                         |  |  |       |  |  | Ferrante Caracciolo, III principe di Santobuono |  |  |                                                 |  |
| Marino V Caracciolo, IV principe di Santobuono        |                                  |                                               |                                                         |  |  |       |  |  | Ferrante Caracciolo, III principe di Santobuono |  |  |                                                 |  |
|                                                       |                                  | Chiara Loffredo                               | Marco Antonio Loffredo, I principe di Maida             |  |  |       |  |  |                                                 |  |  |                                                 |  |
|                                                       |                                  | Chiara Loffredo                               | Marco Antonio Loffredo, I principe di Maida             |  |  |       |  |  |                                                 |  |  |                                                 |  |
|                                                       |                                  | Chiara Loffredo                               | Dianora Caracciolo di Feroleto                          |  |  |       |  |  |                                                 |  |  |                                                 |  |
| Carmine Nicolao Caracciolo, V principe di Santobuono  |                                  | Chiara Loffredo                               |                                                         |  |  |       |  |  |                                                 |  |  |                                                 |  |
|                                                       |                                  | Giuseppe Caracciolo, I principe di Torella    | Camillo Caracciolo, II principe di Avellino             |  |  |       |  |  |                                                 |  |  |                                                 |  |
|                                                       |                                  | Giuseppe Caracciolo, I principe di Torella    | Camillo Caracciolo, II principe di Avellino             |  |  |       |  |  |                                                 |  |  |                                                 |  |
|                                                       |                                  | Giuseppe Caracciolo, I principe di Torella    | Roberta Carafa di Maddaloni                             |  |  |       |  |  |                                                 |  |  |                                                 |  |
| Giovanna Caracciolo di Torella                        |                                  | Giuseppe Caracciolo, I principe di Torella    |                                                         |  |  |       |  |  |                                                 |  |  |                                                 |  |
|                                                       |                                  | Costanza di Capua                             | Giovanni Tommaso di Capua, I principe di Roccaromana    |  |  |       |  |  |                                                 |  |  |                                                 |  |
|                                                       |                                  | Costanza di Capua                             | Giovanni Tommaso di Capua, I principe di Roccaromana    |  |  |       |  |  |                                                 |  |  |                                                 |  |
|                                                       |                                  | Costanza di Capua                             | Virginia Belprato, contessa d'Anversa                   |  |  |       |  |  |                                                 |  |  |                                                 |  |
| Giulia Chiteria Caracciolo                            |                                  | Costanza di Capua                             |                                                         |  |  |       |  |  |                                                 |  |  |                                                 |  |
|                                                       | Carlo Ruffo, III duca di Bagnara | Francesco Ruffo, II duca di Bagnara           |                                                         |  |  |       |  |  |                                                 |  |  |                                                 |  |
|                                                       | Carlo Ruffo, III duca di Bagnara | Francesco Ruffo, II duca di Bagnara           |                                                         |  |  |       |  |  |                                                 |  |  |                                                 |  |
|                                                       | Carlo Ruffo, III duca di Bagnara | Guiomara Ruffo di Santa Severina              |                                                         |  |  |       |  |  |                                                 |  |  |                                                 |  |
| Francesco Ruffo, II principe della Motta San Giovanni | Carlo Ruffo, III duca di Bagnara |                                               |                                                         |  |  |       |  |  |                                                 |  |  |                                                 |  |
|                                                       |                                  | Costanza Boncompagni                          | Gregorio Boncompagni, II duca di Sora                   |  |  |       |  |  |                                                 |  |  |                                                 |  |
|                                                       |                                  | Costanza Boncompagni                          | Gregorio Boncompagni, II duca di Sora                   |  |  |       |  |  |                                                 |  |  |                                                 |  |
|                                                       |                                  | Costanza Boncompagni                          | Eleonora Zapata y Brancia                               |  |  |       |  |  |                                                 |  |  |                                                 |  |
| Giovanna Costanza Ruffo                               |                                  | Costanza Boncompagni                          |                                                         |  |  |       |  |  |                                                 |  |  |                                                 |  |
|                                                       |                                  | Lorenzo II Lanza, conte di Mussomeli          | Ottavio II Lanza Barrese, II principe di Trabia         |  |  |       |  |  |                                                 |  |  |                                                 |  |
|                                                       |                                  | Lorenzo II Lanza, conte di Mussomeli          | Ottavio II Lanza Barrese, II principe di Trabia         |  |  |       |  |  |                                                 |  |  |                                                 |  |
|                                                       |                                  | Lorenzo II Lanza, conte di Mussomeli          | Giovanna Lucchese Felicia Spinola, duchessa di Camastra |  |  |       |  |  |                                                 |  |  |                                                 |  |
| Giovanna Lanza                                        |                                  | Lorenzo II Lanza, conte di Mussomeli          |                                                         |  |  |       |  |  |                                                 |  |  |                                                 |  |
|                                                       |                                  | Luisa Moncada                                 | Ignazio Moncada                                         |  |  |       |  |  |                                                 |  |  |                                                 |  |
|                                                       |                                  | Luisa Moncada                                 | Ignazio Moncada                                         |  |  |       |  |  |                                                 |  |  |                                                 |  |
|                                                       |                                  | Luisa Moncada                                 | Anna Maria Caetani, III principessa di Cassaro          |  |  |       |  |  |                                                 |  |  |                                                 |  |
|                                                       |                                  | Luisa Moncada                                 |                                                         |  |  |       |  |  |                                                 |  |  |                                                 |  |